# Felesta Fossae
Le Felesta Fossae sono una struttura geologica della superficie di Venere.